# Villacintor
Villacintor es una localidad del municipio leonés de Santa María del Monte de Cea, en la Comunidad Autónoma de Castilla y León. El pueblo se encuentra en el centro del municipio, por donde pasa el arroyo del Parazuelo. Se accede a la localidad a través de la carretera local LE-6620.
La iglesia está dedicada a santa Eulalia.

## Geografía

### Ubicación
| Noroeste: Quintana de Rueda | Norte: Villaverde la Chiquita      | Noreste: Villamizar                |
| Oeste: Saelices del Payuelo |                                    | Este: Santa María del Monte de Cea |
| Suroeste Villamuñío         | Sur: Calzadilla de los Hermanillos | Sureste: Castellanos               |

## Demografía
Evolución de la población
| Gráfica de evolución demográfica de Villacintor entre 2000 y 2017  |
|                                                                    |
| Población de derecho (2000-2017) según el padrón municipal del INE |

## Historia
Así se describe a Villacintor en el tomo XVI del Diccionario geográfico-estadístico-histórico de España y sus posesiones de Ultramar, obra impulsada por Pascual Madoz a mediados del siglo XIX:

Lugar en la provincia y diócesis de León, partido judicial de Sahagún, audiencia territorial y capitanía general de Valladolid, ayuntamiento de Villamizar. Situado en un valle frondoso a la margen derecha y en las vertientes del río Cea; su clima es algo frío pero sano. Tiene 72 casas; escuela de primeras letras; iglesia parroquial (Santa Eulalia) servida por un cura de primer ascenso y presentar de Su Majestad en los meses apostólicos y en los ordinarios del monasterio de religiosas de San Pedro de las Dueñas, orden de San Benito, y buenas aguas potables. Confina con Villamizar y Castellanos. El terreno es de mediana calidad y le fertilizan las aguas del Cea. Los caminos son locales. Producciones: granos, legumbres, lino, vino y pastos; cría ganados y alguna caza y pesca. Industria: telares de lienzos del país. Población: 72 vecinos, 290 almas. Contribución: con el ayuntamiento.
Diccionario geográfico-estadístico-histórico de España y sus posesiones de Ultramar